# Alfred Dunhill Links Championship 2013
Het Alfred Dunhill Links Championship is een golftoernooi van de Europese PGA Tour. De 13de editie werd van 25-29 september 2013  gespeeld op drie golfbanen in Schotland: 
de Old Course van St Andrews Links, Carnoustie Golf Club en de Kingsbarns Golf Links. Het prijzengeld was € 5.000.000.
Titelverdediger was Branden Grace, die in 2012 met een ronde van -12 op Kingsbarns begon en met -22 won. 

## Formule
De professionals speelden met een amateur. De Pro-Am wordt ook wel een Pro-Celebrity genoemd, want de amateurs zijn meestal bekende mensen. In 2013 speelden onder meer Sir Ian Botham (cricketer), Sir Bobby Charlton, Johan Cruijff, Sean Fitzpatrick (rugby),  Andy Garcia (acteur), Hugh Grant (acteur), Ruud Gullit, Tim Henman, Rob Louw (rugby) en Sir Steve Redgrave.
Er werd gespeeld voor een teamscore en de pro speelde voor zijn eigen score. De teams speelden in drie dagen op drie verschillende banen.

Na de derde ronde was een cut, waarna de beste 60 professionals en de 20 beste teams op St Andrews de laatste ronde speelden.

## Verslag
De drie banen die voor dit toernooi gebruikt worden hebben alle een par van 72. 
Er deden 168 spelers mee w.o. drie Nederlanders: Robert-Jan Derksen speelde zoals gewoonlijk met Pieter van Doorne, Maarten Lafeber met Johan Cruijff en Joost Luiten met Wijnand Pon. Ruud Gullit speelde met Anders Hansen.

### Ronde 1
Vijf pro's gingen aan de leiding met een score van -8. Alexandre Kaleka's amateur Richard Grindon maakte ook nog een aantal netto birdies zodat hun teamscore op -12 kwam. Thomas Levet had zelf -4 gemaakt, maar zijn amateur, David Sayer, maakte twee eagles en een paar birdies zodat zij ook op -12 eindigden. Leider van de Pro-Am werden echter Richard McEvoy en Michael Zamkow met -16 (14 birdies en een eagle).

### Ronde 2
Tom Lewis was de enige van de vijf leiders die na ronde 2 ook nog aan de leiding stond. Luiten speelde een prachtige ronde van 63 en steeg naar de 2de plaats maar alle aandacht ging een uur later naar Peter Uihlein die met een score van 60 binnenkwam en ook naar de 2de plaats opklom.

### Ronde 3
De beste dagronde was een 62 van Paul Casey maar daarmee kwam hij niet hoger dab de 25ste plaats. Er waren vijf spelers die een ronde van 63 maakten, en twee van hen, David Howell en Ernie Els, klommen naar de 2de plaats waar ook Joost Luiten, Richard McEvoy, Martin Kaymer en Shane Lowry staan. Lafeber maakte een ronde van 66 en haalde net de cut. 

De Pro-Am teams moesten een score van -25 hebben om ronde 4 te mogen spelen. Aan de leiding stond Richard McEvoy nog, gevolgd door Thomas Levet en Peter Uihlein en hun partners. 

### Ronde 4
Joost Luiten en Peter Uihlein spelen in de laatste partij. Uihlein begon met een bogey waarna het verschil tussen de spelers nog maar 1 slag was. Op dat moment maakte Thomas Levet zijn 3de birdie en stonden Levet en Uihlein samen op -19. Maar Thomas Levet had na zeven holes al zes birdies gemaakt, waardoor hij aan de leiding ging en bij de Pro-Am op de 2de plaats kwam.

Met nog vier holes te gaan stonden Uihlein en Shane Lowry aan de top met -23. Tom Lewis had een ronde van -8 gemaakt en stond op -22. Levet was heel mooi begonnen, hetgeen goed was voor de Pro-Am score, maar liet daarna veel steken vallen. Luiten speelde niet onder par.

De laatste hole was belangrijk voor Uihlein. Om het toernooi te winnen moest hij een betere score op die hole maken dan Howell, anders zou er een play-off komen. Howell maakte een par, Uihlein ook. In de tweede extra hole won Howell de play-off. Zijn vorige overwinning was in 2006, zo'n 200 toernooien geleden. Na dit toernooi komt hij in de top-100 van de wereldranglijst. 

Om met Levet samen op de eerste plaats te eindigen in de Pro-Am, moesten Uihlein en zijn jonge partner -2 spelen op die hole. Ook dat lukte niet, ze moesten de 2de plaats delen met McEvoy.
- Scores

Professional scores
| Naam               | R2D | Score R1 | Score R1 | Nr  | Score R2 | Score R2 | Totaal | Nr  | Score R3 | Score R3 | Totaal | Nr  | Score R4 | Score R4 | Totaal | Nr  | play-off | play-off | play-off |
| ------------------ | --- | -------- | -------- | --- | -------- | -------- | ------ | --- | -------- | -------- | ------ | --- | -------- | -------- | ------ | --- | -------- | -------- | -------- |
| David Howell       | 59  | 67       | -5       | T21 | 68       | -4       | -9     | T34 | 63       | -9       | -18    | T2  | 67       | -5       | -23    | T1  | 4        | 3        | 1        |
| Peter Uihlein      | 30  | 71       | -1       | T91 | 60       | -12      | -13    | T3  | 65       | -7       | -20    | 1   | 69       | -3       | -23    | T1  | 4        | 4        | 2        |
| Shane Lowry        | 46  | 68       | -4       | T   | 66       | -6       | -10    | T29 | 64       | -8       | -18    | T2  | 68       | -4       | -22    | T3  |          |          |          |
| Tom Lewis          | 155 | 64       | -8       | T1  | 65       | -7       | -15    | 1   | 73       | +1       | -14    | T19 | 64       | -8       | -22    | T3  |          |          |          |
| Thomas Levet       | 166 | 68       | -4       | T33 | 64       | -8       | -12    | T6  | 68       | -4       | -16    | T9  | 69       | -3       | -19    | T7  |          |          |          |
| Joost Luiten       | 11  | 67       | -5       | T21 | 63       | -9       | -14    | 2   | 68       | -4       | -18    | T2  | 75       | +3       | -15    | T24 |          |          |          |
| Richard McEvoy     | 114 | 64       | -8       | T1  | 67       | -5       | -13    | T3  | 67       | -5       | -18    | T2  | 76       | +4       | -14    | T26 |          |          |          |
| Alexandre Kaleka   | 126 | 64       | -8       | T1  | 70       | -2       | -10    | T29 | 73       | +1       | -9     | T56 | 69       | -3       | -12    | T35 |          |          |          |
| Maarten Lafeber    | 187 | 71       | -1       | T91 | 70       | -2       | -3     | T   | 66       | -6       | -9     | T56 | 72       | par      | -9     | T55 |          |          |          |
| Oliver Wilson      | CT  | 64       | -8       | T1  | 67       | -5       | -13    | T3  | 73       | +1       | -12    | T28 | 76       | +4       | -8     | T59 |          |          |          |
| Mark Tullo         | 114 | 64       | -8       | T1  | 78       | +6       | -2     | T   | 67       | -5       | -7     | MC  |          |          |        |     |          |          |          |
| Robert-Jan Derksen | 82  | 69       | -3       | T47 | 68       | -4       | -7     | T   | 77       | +5       | -2     | MC  |          |          |        |     |          |          |          |

| Leider |  | Carnoustie |  | Kingsbarns |  | St Andrews |  | MC = missed cut = cut gemist |  | DQ = disqualified |  | R2D = Race To Dubai |  | CT = Challenge Tour speler |

Teamscores
| Naam                                   | Score R1 | Score R1 | Nr   | Score R2 | Score R2 | Totaal | Nr | Score R3 | Score R3 | Totaal | Nr | Score R4 | Score R4 | Totaal | Nr |
| -------------------------------------- | -------- | -------- | ---- | -------- | -------- | ------ | -- | -------- | -------- | ------ | -- | -------- | -------- | ------ | -- |
| Thomas Levet & David Sayer             | 60       | -12      | T2   | 62       | -10      | -22    | 2  | 63       | -9       | -31    | T2 | 63       | -9       | -40    | 1  |
| Richard McEvoy & Michael Zamkow        | 56       | -16      | 1    | 65       | -7       | -23    | T  | 59       | -13      | -36    | 1  | 70       | -2       | -38    | T2 |
| Peter Uihlein & Bradley Neil           | 68       | -4       | T    | 57       | -15      | -19    | T  | 60       | -12      | -31    | T2 | 65       | -7       | -38    | T2 |
| Joost Luiten & Wijnand Pon             | 64       | -8       | T25  | 63       | -9       | -17    | T  | 67       | -5       | -22    | MC |          |          |        |    |
| Robert-Jan Derksen & Pieter van Doorne | 63       | -9       | T15  | 62       | -10      | -19    | T  | 70       | -2       | -21    | MC |          |          |        |    |
| Alexandre Kaleka & Richard Grindon     | 60       | -12      | T2   | 70       | -2       | -14    | T  | 66       | -6       | -20    | MC |          |          |        |    |
| Maarten Lafeber & Johan Cruijff        | 69       | -3       | T124 | 69       | -3       | -6     | T  | 66       | -6       | -12    | MC |          |          |        |    |

| Leider |  | Carnoustie |  | Kingsbarns |  | St Andrews |  | MC = missed cut = cut gemist |  | DQ = disqualified |

## Spelers
Er doen 14 winnaars van een Major mee.
| - Felipe Aguilar - Thomas Aiken - Björn Åkesson - Fredrik Andersson Hed - Matthew Baldwin - Oliver Bekker - Gaganjeet Bhullar - Richard Bland - Grégory Bourdy - Kristoffer Broberg - Anthony Brown - Mark Brown - Rafa Cabrera Bello - Michael Campbell - Jorge Campillo - Alejandro Cañizares - Magnus A. Carlsson - Paul Casey - Christian Cévaër - Greg Chalmers - S.S.P Chowrasia - Darren Clarke - Robert Coles - Robert-Jan Derksen - Chris Doak - Andrew Dodt - Jamie Donaldson - David Drysdale - Victor Dubuisson - Simon Dyson (2009) - Johan Edfors - Ernie Els - Niclas Fasth - Darren Fichardt - Richard Finch - Oliver Fisher - Ross Fisher - Trevor Fisher Jr - Tommy Fleetwood - Mark Foster - Marcus Fraser - Lorenzo Gagli | - Stephen Gallacher {2004) - Ignacio Garrido - Jean-Baptiste Gonnet - Ricardo Gonzalez - Retief Goosen - Branden Grace - Richard Green - Emiliano Grillo - Branden Grace (2012) - Anders Hansen - JB Hansen - Soren Hansen - Padraig Harrington (2002) - Andreas Hartø - Grégory Havret - Scott Hend - Scott Henry - Michael Hoey (2011) - Keith Horne - David Horsey - David Howell - Mikko Ilonen - Raphaël Jacquelin - Thongchai Jaidee - Scott Jamieson - Steven Jones - Alexandre Kaleka - Rikard Karlberg - Martin Kaymer (2010) - Simon Khan - Maximilian Kieffer - Søren Kjeldsen - Brooks Koepka - Espen Kofstad - Maarten Lafeber - José Manuel Lara - Pablo Larrazábal - Paul Lawrie (2001) - Peter Lawrie - Craig Lee - Thomas Levet - Tom Lewis - Gary Lockerbie | - Shane Lowry - Joost Luiten - David Lynn - Morten Ørum Madsen - Gareth Maybin - Paul McGinley - Damien McGrane - Doug McGuigan - Matthew Millar - James Morrison - Garth Mulroy - Alex Norén - Jason Norris - José María Olazabal - Thorbjørn Olesen - Louis Oosthuizen - Hennie Otto - Gareth Paddison - Eddie Pepperell - Daniel Popovic - Phillip Price - Julien Quesne - Alvaro Quiros - Richie Ramsay - Eduardo de la Riva - Robert Rock - Jake Roos - Brett Rumford - Ricardo Santos - Charl Schwartzel - Jeev Milkha Singh - Vijay Singh - Joel Sjöholm - Lee Slattery - Richard Sterne - Graeme Storm - Andy Sullivan - Alessandro Tadini - Simon Thornton - Mark Tullo - Peter Uihlein - Tjaart Van der Walt | - Jaco Van Zyl - Simon Wakefield - Anthony Wall - Justin Walters - Paul Waring - Marc Warren - Romain Wattel - Steve Webster - Peter Whiteford - Martin Wiegele - Bernd Wiesberger - Danny Willett - Peter Wilson - Chris Wood - Fabrizio Zanotti Toernooi invitaties - Robert Allenby - Rich Beem - Seve Benson - Rhys Davies - Ken Duke - David Duval - Wen-yi Huang - Sihwan Kim - James Kingston - Alexander Levy - Chris Lloyd - Richard McEvoy - Shaun Micheel - Mike Miller - Matthew Nixon - Peter O'Malley - Max Orrin - Jesper Parnevik - John Parry - Haydn Porteous - Neil Raymond - Brandon Stone - Justin Thomas - Oliver Wilson Voormalige winnaar - Nick Dougherty (2007) |